# 约翰德里·奥罗斯科
约翰德里·何塞·奥罗斯科·库希亚（西班牙語：Yohandry José Orozco Cujía，1991年3月19日—），是一名委內瑞拉足球运动员，司职攻击中场，现效力马来西亚超级足球联赛球会雪兰莪。